# John Clarke (pastore)
John Clarke (Westhope, 1609 – Newport, 1676) è stato un pastore protestante britannico.
Ministro battista, nel 1638 fu uno dei cofondatori della Colonia di Rhode Island e delle Piantagioni di Providence. Dal 1651 al 1653 fu il rappresentante della colonia in Inghilterra.